# DotNetNuke
DotNetNuke — це CMS для створення сайтів і порталів та управління ними. Написана на Visual Basic і є сумісною з платформою Microsoft ASP.NET. Розповсюджується як безкоштовне програмне забезпечення з відкритим вихідним кодом. DotNetNuke має можливість розширення та настроювання з допомогою стандартних інструментів, тем оформлення, модулів, шаблонів, та ін. Потребує сервера на платформі Windows, зберігає дані в базі MS SQL. Випускається під модифікованою ліцензією BSD.

## Переваги та недоліки DNN
У цей час це платформа для створення вебдодатків, в архітектурі якої чітко простежується кілька абстрактних рівнів. Функціональність DNN легко розширюється за рахунок додаткових модулів. У комплекті інсталяційного дистрибутиву DNN знаходиться ряд «ядрових» модулів (тобто модулів, розроблених тими ж людьми, що роблять платформу DNN — звісно, вони будуть працювати з цією версією дистрибутиву і кількість помилок в них теоретично мінімальна), за допомогою яких DNN надзвичайно легко перетворити на CMS (саме CMS, оскільки в NMS (News Management System) DNN за допомогою «ядрових» модулів перетворити навряд чи вийде, будуть потрібні модулі сторонніх розробників).
Переваги DNN:
- Працює на платформі ASP.NET
- Одна з найкращих .Net CMS
- Підтримка багатомовності
- Дозволяє підключати модулі написані на мовах С # і Visal Basic
- Архітектура N-Tire (Багатошарова) Дозволяє розширювати можливості системи, наприклад — підключати провайдери для даних, ідентифікації, обробники запитів
- Відкритий код, дозволяє вивчити архітектуру системи і міняти під свої потреби
- Гнучка система налаштування зовнішнього вигляду — шаблони сторінок і блоків з вмістом
- Можливість повторного використання модулів для кількох сайтів всередині порталу
- При інтеграції з компонентами UI — таких як DevExpress, або Telerik — можливість швидкої розробки (Rapid development)
- Досить велика кількість платних модулів
- Використовуючи цю CMS ви заощадите час на вирішенні повсякденних завдань і зможете зосередитися на головному.

З недоліків:
- невелика кількість безкоштовних модулів
- документація в основному англійською мовою

Як і належить проєкту, побудованому відповідно до рекомендацій Майкрософт, DNN використовує юнікод для зберігання і відображення інформації, тому ніяких проблем з кодуваннями не виникає.
До недавнього часу для забезпечення стиснення вихідного трафіку доводилося використовувати сторонні утиліти, але не так давно його вбудували безпосередньо у платформу.
Додавання нових модулів проводиться дуже просто. Користувачу з відповідними правами досить вказати шлях до файлу зазіпованному на локальному комп'ютері і натиснути на кнопочку «Встановити». DNN сам закачає архів на сайт, розпакує, розсортує файли у необхідні папки (чи створить їх у разі потреби), виконає необхідні SQL-скрипти. Видалення модулів також проводиться одним натиском кнопки.
Встановлення та видалення додаткових мовних пакетів DNN відбувається так само легко, як і установка модулів — в один клік. Їх можна редагувати і доповнювати безпосередньо з адміністративного меню порталу. DNN не боїться часткових перекладів — у випадку, якщо в перекладі якісь з рядків відсутні, він без жодних необроблених винятків бере англомовний варіант рядка, який з початку присутній в порталі. Тому без проблем для пізнішої версії можна використовувати мовний пакет від більш ранньої. Є вбудований механізм пошуку і виведення неперекладених значень. Крім установки мовних пакетів DNN сам уміє створювати їх для зазначеної мови з мовних файлів вашого порталу (причому в різній комплектації). Після установки або модифікації мовного пакета інтерфейс і службові команди порталу або модуля починають відображатися на потрібній мові (за умовчанням береться мова локальної системи користувача або мова, зазначена у мовних перевагах браузера; користувач також може самостійно вибрати мову). Всі «ядрові» модулі, а також модулі сторонніх розробників (якщо вони, звичайно, слідували рекомендаціям команди розробників DNN), підтримують свою локалізацію.
Портал використовує редагування «на місці». Це означає, що розміщення/переміщення сторінок і модулів робиться не з окремого адмінського меню (у результаті чого іноді важко уявити, як виглядає кінцевий результат маніпуляцій), а в тому ж вікні, де знаходиться контент. Після авторизації користувача (якщо він володіє необхідними привілеями) прямо на модулях з'являються менюшки і кнопки управління ними (налагодження властивостей, переміщення, видалення, редагування тексту і так далі), а над сторінкою з'являється меню управління сторінками, користувачами, властивостями сайту і так далі (також додаткові пункти з'являються в меню сайту (звичайно, якщо включено його відображення)).
Завдяки наявності декількох рівнів ієрархії організації програмного коду в рушії «нижчі» рівні перехоплюють і коректно обробляють виняткові ситуації (простіше кажучи — помилки) на «вищих» рівнях. Наприклад, у разі виникнення необробленої виняткової ситуації в модулі платформа видасть користувачеві коротке повідомлення про помилку в модулі в тому місці сайту, де він повинен був розташовуватися (користувачеві з адміністративними привілеями замість повідомлення буде видана детальна інформація про помилку). Також, в журнал подій сайту буде записано повідомлення з докладною діагностикою помилки та (опціонально) адміністратору буде надіслано повідомлення електронною поштою.
У DNN є ще багато особливостей (вбудована система обліку відвідування, банеропокази, платна реєстрація нових порталів з автоматичним білінгом через різні електронні засоби переказу грошей, можливість створення шаблонів сайтів разом із вмістом, можливість перекидання модулів зі сторінки на сторінку або їх копіювання, можливість відновлення з «кошика» віддалених модулів і сторінок і так далі). У комплекті є навіть «ядрові» модулі для організації інтернет-магазину. Проєкт «живий», команда з декількох десятків розробників день у день цілеспрямовано працює над платформою, прагнучи зробити її не тільки функціональною, але і максимально простою в управлінні. Тому для отримання повнішого уявлення про DNN, варто встановити його у себе на комп'ютері і спробувати ознайомитися з ним особисто.
Найближчим часом очікується реалізація в ядрі платформи вбудованої підтримки контролю версій контенту модулів і локалізації контенту (мається на увазі можливість розміщення версій контенту на кількох мовах одночасно).
Тепер про недоліки DNN.
Буде потрібно віндовий хостинг, а він або дорожчий лінуксівського, або за ті ж гроші ви отримаєте на порядок менше дискового простору.
Валідацію відповідності стандартам HTML DNN в цей час пройти не в змозі. Відійти від цієї неприємності в силу специфіки ASP.NET поки повністю не представляється можливим. Над цим розробниками ведеться робота.
DNN дуже вимогливий до ресурсів пк, на якому виконується. Вкрай бажано, щоб хостер спочатку заявив свою підтримку даного двигуна, тим самим демонструючи знання того, на що він іде.
Попереджаючи питання про можливість використання DNN на лінуксівській платформі: теоретично (а іноді й практично) це можливо. Вже є безкоштовний аналог ASP.NET для лінукса. Але ось аналога MS SQL під лінухом немає. На щастя, DNN так добре спроєктований, що дозволяє використовувати альтернативні «коннектори» для використання інших БД. Однією з БД, для яких вже існує готовий «конектор», є Oracle. От тільки «конектор» для неї безкоштовно не поширюється.

## Установка DNN
Для отримання дистрибутиву CMS DotNetNuke потрібна реєстрація на офіційному сайті проєкту. Отриманий дистрибутив необхідно розархівувати.
1. Якщо у Вас встановлений пакет Visual Studio 2005 (найчастіше цей продукт встановлюють для розробки сайтів на .NET) то, в цьому разі Ви повинні мати такі програмні рішення на вашому комп'ютері:
- IIS (Internet Information Services)
- Framework 2.0
- SQL Server 2005 Express.

2. Запустіть DotNetNuke_04.05.03_StarterKit.vsi. У шаблонах студії з'явитися новий об'єкт для створення сайту DNN.
3. Створіть сайт: File — New — Web Site … Як параметри задайте папку test і перед Вами з'явиться текст англійською мовою. Ось короткий переклад його.

## DotNetNuke ® Web Application Framework (Test)
Вступ
Увага! Ви створили DotNetNuke проєкт. Будь ласка, виділіть декілька хвилин свого дорогоцінного часу і прочитайте цей документ. Він допоможе Вам правильно встановити і налаштувати ваш новий вебсайт. Якщо у Вас немає цього часу, то зверніться до професіоналів www.leadersoft.ru, і всього за 3000 рублів вони зроблять установку порталу. [дійсно? реклама)]

### Швидка установка
Щоб зробити установку DotNetNuke наскільки це можливо швидкою, ми (DNN) оптимізували число інсталяційних кроків. Тепер, щоб створити Web-проєкт у VS2005 на базі SQL Server 2005 Express досить натиснути Ctrl-F5. Почекайте 2-3 хвилинки, поки з'явитися майстер установки оберіть опцію Auto і натисніть посилання Next (якщо не відображається картинка — це не важливо). Вид майстра установки наступний.
DotNetNuke Installation Wizard — Version 04.05.03
Welcome to the DotNetNuke Installation Wizard. This wizard will guide you through the installation of your DotNetNuke Application.
You may navigate through the Wizard using the Next and Previous buttons. On some pages you will see a third button «Test …». This button will allow you to test the configuration before you continue, to see the effects of changes.
The first step is to select the installation method to use and to choose the language you would like to use for the Installation.
Select Installation Method:
Custom — The «Custom» installation method provides you with the ability to completely customise your DotNetNuke installation. Select this option if you wish to control which optional components get installed.
Typical — The «Typical» installation method makes some «typical» choices for you.
Auto — The «Auto» installation method bypasses the Wizard completely and uses the legacy Auto-Install procedure.
Choose Language:
Next
Installing DotNetNuke
Version: 04.05.03
Installation Status Report
00:00:00.015 — Installing Version: 4.4.0
00:00:00.015 — Executing Script: DotNetNuke.SetUp.SqlDataProvider Success
00:00:00.140 — Executing Script: DotNetNuke.Schema.SqlDataProvider Success
…
00:00:30.589 — Successfully Installed Portal 0:
00:00:30.589 — Installing Optional Resources:
Installation Complete

### Click Here To Access Your Portal
Натисніть це посилання і перед Вами відкриється портал DotNetNuke. Якщо щось не вийшло (установка зависла), то перевірте доступ IUSR_computer (гостьовий обліковий запис інтернету) або NetworkService вашої папки test. Надайте повні права доступу.